# 卢卡斯·瓦尔马克
卢卡斯·瓦尔马克（瑞典語：Lucas Wallmark，1995年9月5日—），瑞典男子冰球运动员，场上位置是前锋。他曾代表瑞典国家队参加2022年冬季奥林匹克运动会冰球比赛，获得第4名。